# 산티아고의 전투
산티아고의 전투(Battle of Santiago) 또는 산티아고의 난투극은 칠레 축구 국가대표팀과 이탈리아 축구 국가대표팀의 1962년 FIFA 월드컵 조별 라운드 경기를 이르는 용어로, 1962년 6월 2일 칠레 산티아고의 에스타디오 나시오날 데 칠레에서 열렸으며, 칠레가 이탈리아를 2-0으로 꺾었다.
경기 도중 지속적으로 발생한 선수들간의 폭행과 다툼으로 주심인 켄 애스턴이 총 2명의 선수를 퇴장시켰다.

## 배경
1960년 당시 관측기록된 지진 중에서 가장 규모가 큰 지진인 발디비아 지진이 발생하면서 1962년 FIFA 월드컵의 준비에 차질이 빚어졌다. 이런 상황에서 이탈리아의 2명의 기자가 칠레 국가대표팀을 조롱하는 기사를 썼으며, 이를 칠레 지역 신문에서 인용해 칠레의 축구팬들이 격분하면서 경기 전부터 분위기가 과열되었다. 당시 기사를 작성한 안토니오 기렐리와 코라도 피치넬리는 신변 안전상의 이유로 경기가 시작되기 며칠 전 자국으로 돌아갔으며, 며칠 뒤 아르헨티나의 한 기자가 이탈리아인으로 오해받고 산티아고에서 공격당하기도 했다.

## 경기 진행
| 칠레                    | 2 : 0  | 이탈리아 |
| ----------------------- | ------ | -------- |
| 라미레스 73′ · 토로 87′ | 리포트 |          |

| 칠레:           |    |                     |        |
|                 |    |                     |        |
| GK              | 1  | 미사엘 에스쿠티     |        |
| DF              | 2  | 루이스 에이사기레   |        |
| DF              | 3  | 라울 산체스         |        |
| DF              | 4  | 세르히오 나바로     | (주장) |
| DF              | 5  | 카를로스 콘트레라스 |        |
| MF              | 6  | 엘라디오 로하스     |        |
| FW              | 7  | 하이메 라미레스     | 73′    |
| MF              | 8  | 호르헤 토로         | 87′    |
| FW              | 9  | 오노리노 란다       |        |
| FW              | 10 | 알베르토 푸이유     |        |
| MF              | 11 | 레오넬 산체스       |        |
| 감독:           |    |                     |        |
| 페르난도 리에라 |    |                     |        |

| 이탈리아:   |    |                   |        |
|             |    |                   |        |
| GK          | 12 | 카를로 마트렐     |        |
| DF          | 4  | 산드로 살바도레   |        |
| FW          | 7  | 브루노 모라       | (주장) |
| FW          | 8  | 훔베르토 마스키오 |        |
| FW          | 9  | 조세 알타피니     |        |
| FW          | 11 | 잠파올로 메니켈리 |        |
| DF          | 16 | 엔초 로보티       |        |
| DF          | 18 | 마리오 다비드     | 41′    |
| DF          | 19 | 프란체스코 자니키 |        |
| MF          | 20 | 파리데 툼부루스   |        |
| MF          | 21 | 조르조 페리니     | 12′    |
| 감독:       |    |                   |        |
| 파올로 마차 |    |                   |        |

### 과정

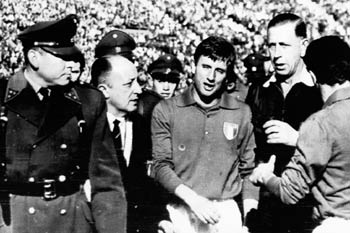
칠레의 무장 경찰에 의해 경기장에서 끌려나오는 이탈리아의 조르조 페리니

경기가 시작된 지 12초가 채 되지 않아 첫 번째 파울이 나왔으며, 이탈리아의 조르조 페리니가 칠레의 오노리노 란다에게 반칙을 해 경기 시작 12분만에 퇴장당했다. 하지만 페리니는 경기장을 나가는 것을 거부하며 버텼고, 결국 경기장에 있던 무장 경찰에게 끌려나왔다. 몇 분 뒤 란다는 상대 선수를 주먹으로 가격하며 보복성 행위를 했지만 퇴장 조치가 이루어지지 않았다.
이후 칠레의 레오넬 산체스가 이탈리아의 마리오 다비드에게 몇 분 전 당한 반칙에 대한 보복성 행위로 주먹을 휘둘렀지만 경기 주심인 켄 애스턴은 이를 보지 못했으며, 몇 분 후 다비드가 산체스의 머리를 발로 가격하자 애스턴은 다비드에게 퇴장 조치를 내렸다.
이후에도 양 팀간의 격렬한 반칙은 심해졌고, 산체스가 이탈리아의 훔베르토 마스키오에게 훅을 날려 코를 부러뜨렸지만 애스턴은 산체스에게 퇴장을 주지 않았다. 이후에도 선수들의 주먹질, 발길질, 침뱉기가 난무했고, 무장 경찰이 경기장에 3번 더 진입해 선수들의 패싸움을 진압했다. 그 뒤 경기가 종료되었으며, 하이메 라미레스와 호르헤 토로가 득점을 기록하며 칠레의 2-0 승리로 끝났다.

## 경기 후
경기 이후 며칠 뒤 영국의 방송사들이 경기 영상을 입수해 경기 하이라이트가 방영되었으며, BBC의 해설자인 데이비드 콜먼은 "축구 역사상 가장 멍청하고, 끔찍하고, 혐오스럽고, 수치스러운 경기"라고 평했다.

## 같이 보기
- 보르도의 전투
- 베른의 전투
- 뉘른베르크의 전투